# Xysticus chui
Xysticus chui är en spindelart som beskrevs av Ono 1992. Xysticus chui ingår i släktet Xysticus och familjen krabbspindlar.
Artens utbredningsområde är Taiwan. Inga underarter finns listade i Catalogue of Life.